# Старі Яхакаси
Старі Яхака́си (рос. Старые Яхакасы, чув. Кивӗ Яхакасси) — присілок у складі Вурнарського району Чувашії, Росія. Входить до складу Апнерського сільського поселення.
Населення — 356 осіб (2010; 387 у 2002).
Національний склад:
- чуваші — 98 %